# Maisonnave
Damián Maisonnave (Estación Simson) es una localidad del Departamento Realicó, en la provincia de La Pampa, Argentina. Se accede por la Ruta Nacional RN 188, a 186 km de la capital provincial  Santa Rosa y a 600 km de Buenos Aires.
La Comuna fue inaugurada oficialmente el 9 de julio de 1906, mientras el poblado ya tendría unos dos años, desde el paso del ferrocarril por El Tordillo.

## Población
Contó con 300 habitantes (Indec, 2010), lo que representó un incremento del 16,7% frente a los 257 habitantes (Indec, 2001) del censo anterior.
El censo nacional 2022 arrojó 382 habitantes y 1999 viviendas. Esto la situó como la tercera comisión de fomento más poblada de la provincia.
| Gráfica de evolución demográfica de Maisonnave entre 1991 y 2022 |
|                                                                  |
| Fuente: Censos nacionales del INDEC                              |

## Escuela N.º 28
De 1907, se la bautizó con el nombre de Augusto Bravard, en homenaje al paleontólogo francés que vivió en Argentina, fallecido prematuramente en el terremoto de Mendoza de 1861.